# サンシャインコースト地域
サンシャインコースト地域（サンシャインコーストちいき、英: Sunshine Coast Regional District）は、ブリティッシュコロンビア州の地方行政区の1つ。大陸とバンクーバー島の間を走るジョージア海峡に面してあり、北はカセット地域、東はスコーミッシュ・リロエット地域、そして南はメトロバンクーバーと接している。

## 地理
同地域は他の地域へと通じている道路がなく、交通手段は船か飛行機に限られている。バンクーバーからはフェリーが運航しており、ホースシューベイからハウ海峡（入り江、Howe Sound）を越えてギブソンズまで行くことが出来る。

## 主な都市
- シーシェルト（Sechelt）
- ギブソンズ（Gibsons）